# Clubiona maracandica
Clubiona maracandica är en spindelart som beskrevs av Kroneberg 1875. Clubiona maracandica ingår i släktet Clubiona och familjen säckspindlar. Inga underarter finns listade i Catalogue of Life.